# Oppeano
Oppeano (en véneto, Opeàn) es un municipio situado en la provincia de Verona, en Véneto, Italia. Tiene una población estimada, a fines de julio de 2023, de 10 294 habitantes.

## Evolución demográfica
| Gráfica de evolución demográfica de Oppeano entre 1861 y 2023 |
|                                                               |
| Fuente: ISTAT - Elaboración gráfica de Wikipedia              |